# Christian Eduard Langethal
Christian Eduard Langethal (Erfurt, 6 de janeiro de 1806 - Jena, 28 de julho de 1878) foi um botânico alemão.

## Obras
- Lehrbuch der landwirthschaftlichen Pflanzenkunde für praktische Landwirthe und Freunde des Pflanzenreichs, 4 Teilbände, Verlag der Cröker´schen Buchhandlung Jena 1841-1845; 2., 3. und 4. Aufl. ebd. in Teilbänden 1851-1866. – 5. vollst. neu bearb. Aufl. unter dem Titel Handbuch der landwirthschaftlichen Pflanzenkunde und des Pflanzenbaues, 4 Teilbände, Verlagsbuchhandlung Paul Parey Berlin 1876.
- Die Gewächse des nördlichen Deutschlands nach ihren natürlichen Familien, Standörtern und Stoffen mit einem nach neuen Grundsätzen bearbeiteten Blüthen-Kalender. Für Landwirthe, Forstmänner, Apotheker und alle Freunde des Pflanzenreichs. Verlag Luden Jena 1843.
- Terminologie der beschreibenden Botanik. Nebst einem lateinisch-deutschen und deutsch-lateinischen Wörterbuche. Verlag Mauke Jena 1845.
- Geschichte der deutschen Landwirthschaft. 4 Teilbände, Verlag Luden Jena 1847, 1850, 1854 u. 1856. − Neuauflagen unter dem gleichen Titel, gekürzt und überarbeitet von E. Michelsen und F. Nedderich. Verlagsbuchhandlung Paul Parey Berlin 2. Aufl. 1882; 3. Aufl. 1890, 4. Aufl. 1902 = Thaer-Bibliothek Bd. 4.
- Beschreibung der Gewächse Deutschlands nach ihren natürlichen Familien und ihrer Bedeutung für die Landwirthschaft. Verlag Mauke Jena 1858; 2. Aufl. ebd. 1868.